# Chromatiaceae
Chromatiaceae là một họ trong bộ vi khuẩn lưu huỳnh tía (Chromatiales). Chúng có khả năng tạo ra lưu huỳnh ở dạng hạt bên trong các tế bào của chúng. Lưu huỳnh này được sinh ra từ quá trình oxy hóa chất trung gian sulfide, cuối cùng tạo ra sulfat. Các loài trong họ này được tìm thấy cả trong môi trường nước ngọt và nước mặn, và đặc biệt phổ biến trong các hồ nước tù đọng.

## Quang hợp
Các khi khuẩn lưu huỳnh tía thường sử dụng các ion sulfide (S2-), hoặc hydrogen sulfide (H2S) để làm chất oxy hóa (cho điện tử) để khử CO2. Do đó, chúng khác với các phototrophs, sử dụng nước (H2O) là chất khử, như cyanobacteria và thực vật, và tạo ra sản phẩm oxy hóa từ nước là nguyên tố oxy (O2) (quang hợp). Tuy nhiên, quá trình quang hợp của vi khuẩn lưu huỳnh tía không tạo ra oxy.
Chromatiaceae xoxy hóa các sulfide, hoặc hydrogen sulfide để tạo ra lưu huỳnh nguyên tố và lượng lưu huỳnh này được chứa ở dạng hạt bên trong tế bào của chúng. Lưu huỳnh sau đó có thể bị oxy hóa tiếp để tạo ra sulfat. Quá trình này giống với sự oxy hóa lưu huỳnh của Ectothiorhodospiraceae, ngoại trừ một điểm đó là lưu huỳnh tích tụ bên ngoài tế bào. Loài đặc trưng của Ectothiorhodospiraceae, Thiorhodospira sibirica tạo ra nhiều lưu huỳnh xếp lên nhau, tuy nhiên, lưu huỳnh không chỉ tích tụ bên ngoài tế bào mà nó còn có thể tích tục vào khoảng trống giữa màng ngoài và màng trong của tế bào.
Đối với quá trình phát triển tự dưỡng, nếu nó chỉ dùng nguồn carbon dioxide, thì quá trình hình thành các vật chất của tế bào cần sự đồng hóa CO2 với sự hỗ trợ của chu trình Calvin. Ngoài CO2, Chromatiaceae cũng có thể sử dụng các hợp chất hữu cơ đơn giản như vỏ thực vật như lacetate và pyruvate. Polysaccharide, poly-β-hydroxybutyrate và polyphosphate thường được tạo ra ở dạng năng lượng hoặc phosphat dự trữ và chứa trong các tế bào. Lượng lưu huỳnh nguyên tố chứ trong tế bào đóng vai trò là nguồn cung cấp electron và năng lượng dự trữ để sau đó bị oxy hóa tạo ra sulfat.